# Coccosteoidea
Coccosteoidea — надродина плакодерм ряду Артродіри (Arthrodira). Існувала протягом всього девонського періоду.

## Класифікація
- Родина Pholidosteidae
- Родина Coccosteidae
- Родина Plourdosteidae
- Родина Torosteidae
- Родина Incisoscutidae
- Родина Camuropiscidae